# Maria (singel US5)
Maria to pierwszy singel zespołu US5 pochodzący z ich debiutanckiej płyty Here We Go. Piosenka okazała się wielkim hitem i doszła do 1. miejsca w niemieckiej liście przebojów singlowych. Utwór został także wydany w Polsce jako singel promocyjny i grały go niektóre rozgłośnie regionalne.

## Zawartość singla
1. Maria (Single Edit)
2. Maria (Remix)
3. Maria (Video Cut Incl. Dance Break)
4. Maria (Amore Remix)
5. Maria (Instrumental)